# Битва під Друєю
Битва під Друєю — битва, яка відбулась лютого 1661 року, в якій московитські війська на чолі з князем Іваном Хованським розбили війська Речі Посполитої під командуванням полковника Кароля Лісовського, який під час бою був взятий у полон. Не дивлячись на тактичну перемогу, Хованський після бою відійшов у Великі Луки, через обескровленість його війська та відсутність команд на продовження боїв з боку царя.